# Llista de membres afiliats a la FIFA

Mapa amb les 6 confederacions.

Llista de països afiliats a la FIFA, classificats per confederació i any d'afiliació.

## UEFA(Europa)

### Abans de la Primera Guerra Mundial
- 1904:  França,  Alemanya,  Bèlgica,  Països Baixos,  Espanya,  Dinamarca,  Suècia,  Suïssa
- 1905:  Anglaterra,  Àustria,  Itàlia
- 1906:  Hongria,  República Txeca
- 1908:  Finlàndia,  Noruega
- 1910:  Luxemburg,  Escòcia,  Gal·les
- 1911:  Irlanda del Nord
- 1912:  Rússia

### Període d'entreguerres
- 1919:  Sèrbia
- 1922:  Letònia
- 1923:  Portugal,  Polònia,  República d'Irlanda,  Lituània,  Estònia,  Turquia
- 1924:  Bulgària
- 1927:  Grècia
- 1930:  Romania
- 1932:  Albània

### Després de la Segona Guerra Mundial
- 1947:  Islàndia
- 1948:  Israel,  Xipre
- 1959:  Malta

### Final del segle XX
- 1974:  Liechtenstein
- 1988:  Illes Fèroe,  San Marino
- 1992:  Ucraïna,  Eslovènia,  Croàcia,  Geòrgia,  Belarús,  Armènia
- 1994:  Azerbaidjan,  Macedònia del Nord,  Moldàvia,  Eslovàquia,  Kazakhstan
- 1996:  Andorra,  Bòsnia i Hercegovina

### Segle XXI
- 2007:  Montenegro
- 2016:  Kosovo,  Gibraltar

## CONMEBOL(Amèrica del Sud)

### Abans de la Primera Guerra Mundial
- 1912:  Argentina,  Xile

### Període d'entreguerres
- 1921:  Paraguai
- 1923:  Brasil,  Uruguai
- 1924:  Perú
- 1926:  Equador,  Bolívia
- 1936:  Colòmbia

### Després de la Segona Guerra Mundial
- 1952:  Veneçuela

## CONCACAF(Amèrica del Nord,CentraliCarib)

### Abans de la Primera Guerra Mundial
- 1912:  Canadà
- 1913:  Estats Units

### Període d'entreguerres
- 1921:  Costa Rica
- 1929:  Mèxic,  Surinam
- 1932:  Cuba
- 1933:  Haití
- 1938:  El Salvador,  Panamà

### Després de la Segona Guerra Mundial
- 1946:  Guatemala
- 1950:  Nicaragua
- 1951:  Hondures
- 1958:  República Dominicana
- 1960:  Puerto Rico
- 1962:  Jamaica,  Bermudes
- 1963:  Trinitat i Tobago
- 1968:  Guyana,  Bahames,  Barbados
- 1970:  Antigua i Barbuda

### Final del segle XX
- 1976:  Grenada
- 1986:  Belize
- 1988:  Saint Lucia,  Saint Vincent i les Grenadines,  Aruba
- 1992:  Saint Kitts i Nevis,  Illes Caiman
- 1994:  Dominica
- 1996:  Montserrat,  Anguilla,  Illes Verges Britàniques
- 1998:  Illes Turks i Caicos,  Illes Verges Nord-americanes

### Segle XXI
- 2010:  Curaçao

## CAF(Àfrica)

### Període d'entreguerres
- 1923:  Egipte
- 1948:  Sudan

### Després de la Segona Guerra Mundial
- 1953:  Etiòpia
- 1956:  Marroc
- 1958:  Ghana
- 1959:  Nigèria,  Uganda
- 1960:  Costa d'Ivori,  Kenya,  Tunísia,  Somàlia
- 1961:  Guinea
- 1962:  Congo,  Madagascar,  Maurici,  Libèria,  Mali,  Camerun,  Benín,  Senegal,  Togo,  RD Congo
- 1963:  Algèria,  Gabon,  República Centreafricana,  Líbia
- 1964:  Burkina Faso,  Lesotho,  Mauritània,  Tanzània,  Zàmbia
- 1965:  Zimbabwe
- 1966:  Gàmbia
- 1967:  Níger,  Sierra Leone,  Malawi

### Final del segle XX i principi del XXI
- 1972:  Burundi
- 1976:  Botswana ,  Swazilàndia,  Ruanda
- 1978:  Moçambic
- 1980:  Angola
- 1986:  Cap Verd,  Guinea Equatorial,  Guinea Bissau,  São Tomé i Príncipe,  Seychelles
- 1988:  Txad
- 1992:  Sud-àfrica,  Namíbia
- 1994:  Djibouti
- 1998:  Eritrea
- 2005:  Comores
- 2012:  Sudan del Sud

## Confederació Asiàtica de Futbol

### Període d'entreguerres
- 1925:  Tailàndia
- 1928:  Filipines
- 1929:  Japó
- 1931:  Xina
- 1935:  Líban
- 1937:  Síria

### Després de la Segona Guerra Mundial
- 1945:  Iran
- 1948:  Pakistan,  Corea del Sud,  Afganistan,  Índia
- 1950:  Iraq,  Sri Lanka
- 1952:  Indonèsia,  Laos,  Singapur
- 1953:  Cambodja
- 1954:  Hong Kong,  Taipei
- 1956:  Malàisia
- 1957:  Myanmar
- 1958:  Jordània,  Corea del Nord
- 1959:  Aràbia Saudita
- 1962:  Kuwait
- 1963:  Austràlia
- 1964:  Vietnam
- 1966:  Bahrain
- 1969:  Brunei
- 1970:  Nepal,  Qatar

### Final del segle XX i principi del XXI
- 1972:  Emirats Àrabs Units
- 1974:  Bangladesh
- 1976:  Macau
- 1980:  Iemen,  Oman
- 1986:  Maldives
- 1994:  Kirguizstan,  Tadjikistan,  Turkmenistan,  Uzbekistan
- 1995:  Palestina
- 1996:  Guam
- 1998:  Mongòlia
- 2000:  Bhutan
- 2005:  Timor Oriental

## OFC(Oceania)

### Després de la Segona Guerra Mundial
- 1948:  Nova Zelanda
- 1963:  Papua Nova Guinea,  Fiji

### Final del segle XX i principi del XXI
- 1986:  Samoa
- 1988:  Salomó,  Vanuatu
- 1990:  Tahití
- 1994:  Tonga,  Illes Cook
- 1998:  Samoa Nord-americana
- 2004:  Nova Caledònia